# Todd Jadlow
Todd Michael Jadlow (* 26. April 1966 in Salina, Kansas) ist ein ehemaliger US-amerikanischer Basketballspieler.

## Werdegang
Jadlow war Schüler der Sacred Heart High School in Salina (US-Bundesstaat Kansas). Auf Hochschulebene spielte der 2,06 Meter große Jadlow für die Basketballmannschaft des Barton County Community College und von 1985 bis 1989 an der Indiana University. 1987 gewann er mit Indiana unter Trainer Bob Knight den NCAA-Meistertitel, Jadlow kam im Endspiel aber nicht zum Einsatz. Insgesamt bestritt er 84 Spiele für Indiana, in denen er im Schnitt 6,8 Punkte und 3,5 Rebounds erzielte. Später warf Jadlow Knight in seinem 2016 erschienenen Buch Jadlow: On The Rebound vor, gegen ihn und Mannschaftskollegen während seiner Zeit an der Hochschule unter anderem Schläge ausgeteilt und sie ebenfalls anderweitig körperlich misshandelt zu haben.
Jadlow schlug eine Profilaufbahn ein. In der Saison 1989/90 kam er für die Pensacola Tornados in der US-Liga Continental Basketball Association (CBA) auf neun Einsätze und in derselben Saison auf 15 Einsätze (25,4 Punkte, 7,7 Rebounds/Spiel) für Caen BC, in der französischen Ligue Nationale de Basket. 1990/91 stand Jadlow in Diensten von Bellinzona Basket in der Schweiz. Für die von seinem Landsmann Charles McCormick als Trainer betreute Mannschaft trat er auch im Europapokal Korać-Cup an und erbrachte dort teils überragende Leistungen: Anfang Oktober 1990 gegen RAS Maccabi Brüssel und Ende desselben Monats gegen den Club Joventut de Badalona erzielte Jadlow jeweils 43 Punkte. Im Spieljahr 1991/92 gewann er mit Fribourg Olympic die Schweizer Meisterschaft, sein Trainer dort war Joe Whelton.
In der Spielzeit 1992/93 verstärkte er zeitweilig Telindus Oostende (Belgien), dann bestritt der US-Amerikaner in derselben Saison zwölf Spiele für den französischen Zweitligisten Berck und erzielte dabei Mittelwerte von 31,8 Punkten sowie 12,2 Rebounds je Begegnung. Später stand Jadlow bei Estudiantes de Bahía Blanca und dann bei Olímpia de Venado Tuerto in Argentinien unter Vertrag. Er gewann mit Olímpia 1996 den Meistertitel in dem südamerikanischen Land. Ende der 1990er Jahre spielte Jadlow in seinem Heimatland bei den Salina Cagerz in der Liga USBL.
Jadlow, der eigener Aussage nach während seiner Basketballlaufbahn Rauschmittel wie Alkohol und Kokain nahm, arbeitete nach dem Ende seiner Leistungssportzeit in den USA für ein Unternehmen, das mit medizinischen Geräten handelt. Er litt an Depressionen und wurde mehrmals wegen Trunkenheit am Steuer polizeilich auffällig. Jadlow, Vater von fünf Töchtern, wurde zu einer Haftstrafe verurteilt, musste ein Jahr im Gefängnis verbringen und sich anschließend mehrere Monate einer Therapie unterziehen. Später hielt er an Schulen und Hochschulen Vorträge, in denen er über seine Erfahrungen berichtete.